# Carl Albert Schiffers
Carl Albert Schiffers (* 13. Januar 1935; † 28. November 2014 in Neuss am Rhein) war ein deutscher Unternehmer und Präsident der IHK Mittlerer Niederrhein.

## Leben
Carl Albert Schiffers war zweites von vier Kindern aus der Ehe von Erich Albert Schiffers (1900–1958) und Marie Louise Bicheroux (1908–1982) und zugleich Enkel des Aachener Speditionsunternehmers Albert Schiffers. Er war Alumnus des Lyceum Alpinum Zuoz und legte dort die Schweizer Handelsmatura ab. Schiffers absolvierte eine Lehre zum Seehafen-Spediteur in Düsseldorf und in Hamburg und war im Schiffsbau in London und in einer Schiffsagentur in Paris tätig. Nach dem Tod seines Vaters trat er in das Familienunternehmen ein und übernahm zusammen mit seinem Bruder Erhardt das Kaufhaus Köhler am Büchel, ab 1989 Markthaus Köhler in Neuss am Rhein.
Schiffers war von 1961 bis 2009 Stadtrat in Neuss und Vorsitzender des städtischen Finanzausschusses. Von 1983 bis 1989 war er Präsident der Industrie- und Handelskammer Mittlerer Niederrhein. Zudem war er einer von vier Vize-Präsidenten der Bundesvereinigung der Deutschen Arbeitgeberverbände (BDA), Schatzmeister des Hauptverband des Deutschen Einzelhandels e.V. (HDE). Schiffers war langjähriger Vorstandsvorsitzender der Berufsgenossenschaft für den Einzelhandel und Vorsitzender des Verwaltungsrates der Gemeinnützigen Werkstätten Neuss (GWN).
1968 wurde Carl Albert Schiffers vom Kardinal-Großmeister Eugène Kardinal Tisserant zum Ritter des Ritterordens vom Heiligen Grab zu Jerusalem ernannt und am 8. Juli 1968 in München durch Lorenz Kardinal Jaeger, Großprior der deutschen Statthalterei, sowie Hermann Josef Abs, Statthalter in Deutschland, in den Orden investiert. Er war zuletzt Komtur des Ordens.
Carl Albert Schiffers war seit 1958 mit Walburga Cremer verheiratet. Aus der Ehe gingen vier Kinder hervor.

## Ehrungen
- Ritterorden vom Heiligen Grab zu Jerusalem (1968)
- Verdienstorden der Bundesrepublik Deutschland, Bundesverdienstkreuz 1. Klasse (1987)
- Ehrenpräsident des Hauptverbandes des Deutschen Einzelhandels am Niederrhein (2001)
- Großes Bundesverdienstkreuz (2002)